# Ranoidea rara
Ranoidea rara es una rana originaria de Indonesia. Los científicos la vieron en Provincia Papua a 750 metros sobre el nivel del mar.